# Трачани
Трачани (лат. Thraci; ангрч. Θρᾷκες) су група индоевропских или јафетитских племена или који су у антици населили источне, средње и јужне делове Балкана, као и неке делове источне Европе и Анадолије. Средиште им је било подручје данашње Бугарске.
Најпознатија трачка племена су Одризи, Трибали, Дачани, Мези, Беси, Гети и Сарди. Одризи су у 5. веку п. н. е. основали прву трачку државу на територији Тракије, а Дачани су у 1. веку п. н. е. створили моћну државу Дакија на територији данашње Румуније. Та земља је касније постала римска провинција Дакија.

## Општи опис
У земљама испод Карпата, где му је била прадомовина, трачки народ је живео сточарским животом. Као што сведочи разглоб трачких личних имена, коњ је у народном животу имао исто тако важну улогу као код Грка и Арја. Кад су као освајачи дошли на Балканско полуострво, затекли су по језику и крви сродна фрижанско-мизијска племена; али се ускоро име почело употребљавати колективно од Босфора до Струме. Пошто се нису могли мерити са осталим поморским народима, држали су се копна, иако им се име пренело и на нека острва Егејског мора, Самос и Самотраку и на северни део мора (грч. Ορηίκος ποντος, Θρᾳκια θάλασσα).
Трачани су остали у новој домовини, као што су дошли, пастири и ратници, док су њихови сродници, фрижанско-мизијска племена, дошавши у додир са другим народима са југа (Хеленима и Феничанима), па, потпавши под њихов утицај, стајали на вишем културном ступњу, у својим рукама имали земљорадњу, рударство, занатство и трговину. Супротност се између двеју ових племенских група се огледа и у митолошким творевинама, сваке понаособ: фрижанско-мизијска племена из Егејског приморја, по својим митовима и по својем оргијастичком култу природе и природног живота, стоје у тесној вези са азијским сродницима, и преко њих с културним истоком; трачки пак митови више наликују, сроднији су с митовима северних, нарочито германских народа. То што је Хомер у погледу ратне опреме и материјалне културе описивао Трачане као Ахајце, многима је било необично, па су мислили, да су онај напредак постигли под феничанским утицајем у доба када су Феничани били главни носиоци културе на обалама Средоземног мора. Кад су Феничани морали своје место да уступе Хеленима, Трачани су се тобоже вратили старом варварству. У ствари то није било тако, јер су трачка племена, у земљама удаљенијим од мора, имала увек културу на врло високом ступњу, с главним обележјима старе индоевропске културе. На вишем ступњу културе су били само приморска племена фрижанска — Хомерови Трачани грч. καἰ ὲξοχήν.
Трачанин се нерадо бавио тешким пословима. Позив му је био рат, брига — коњ, уживање — лов. Поданицима је требало радити земљу, занате и све ниже послове. Само синови Марсови су били племенити (γηνέσιοι, трач. ζιβυθίδες). Ктистаји су били друштвена класа Миза у античкој трачкој култури. Херодот наводи: Најслађи им живот беше у рату и да плене, управо не радити ништа пристојно и достојно, мало часно тежачке послове радити. У овом погледу, Трачанин је много личио на Бастарна или старога Германца. Одриски кнезови живели су углавном од експлоатације својих поданика. Како је било стање ствари у Тракији, најбоље се види из оних сеоба у Малу Азију: племенске борбе и међусебице, освајачки и утамањивачки ратови никако нису престајали, па зато није било могућности за напредак и развитак културни ма у ком погледу.

## Трачани у ширем смислу
Стари народи су имали обичај по себи најближем племену именовати сва друга сродна племена, по језику, обичајима. Тако су Ромејима сви западњаци били Франци, Грцима сви Словени Трачани. Херодот је о Трачанима записао: „Народ Трачана је после Хиндуса најмногобројнији. Када би њима владао један човек и једна мисао, били би непобедиви и јачи од свих народа — по мом мишљењу... имена имају многа и различита према областима, али су им обичаји у свему код свих исти...” Георгије Гемистос Плетон на сахрани Јелени Драгаш њу, иако је Српкиња родом назива Трачанком, а из говора се види да под Трачанима мисли на Србе јер их смешта на простор где и данас живе. Плетон их смешта и у дубоку старину па сматра да су Грци много тога од Трачана примили (култура). Такво је било владајуће мишљење о Илиро-Трачанима као Словенима и код далматинске интелигенције (Винко Прибојевић, Мавро Орбини... све до Људевита Гаја) у разна времена, а Тома Архиђакон поистовечује Готе и Словена (Gothi qou est Sclavi).